# Magic Mountain
Magic Mountain (нім. Zauberberg, укр. Чарівна гора) — кооперативна дитяча гра німецьких авторів ігор Єнса-Пітера Шлімана та Бернхарда Вебера. Гравці за допомогою блукаючих вогників намагаються провести групу молодих учнів-чарівників через ліс. Гра призначена для 1–6 гравців від 5 років і триває приблизно 15 хвилин.
Гра була випущена в 2021 році німецьким видавництвом Amigo, а в 2022 році отримала нагороду Kinderspiel des Jahres.

## Тема та обладнання
У грі гравці разом намагаються провести групу молодих учнів-чарівників через ліс на горі Чарівник до академії магії, яка розташована біля підніжжя гори. Вони змагаються з групою злих відьом, які хочуть викрасти чарівну паличку керівника академії, мага Балдуїна.
Комплектація гри включає, окрім правил:
- ігрове поле з маршрутом через ліс та підставками для нахилу,
- двостороннє фінішне поле,
- шість фігурок учнів-чарівників,
- чотири фігурки відьом,
- п'ять скляних кульок (блукаючі вогники) п'яти кольорів та
- мішечок.

## Ігровий процес
Гра є кооперативною, тобто гравці разом намагаються виграти. Гра відбувається по черзі за годинниковою стрілкою. Кожен активний гравець всліпу витягує кульку з мішечка та запускає її в одну з шести отворів у верхній частині ігрового поля. Якщо кулька стикається з фігуркою, ця фігурка переміщується на наступне вільне поле кольору кульки, а кулька продовжує котитися. Вона може зіткнутися з іншими фігурками, такими як учні або відьми, які теж рухаються вперед відповідно. Кулька залишається внизу поля і не повертається в мішечок, поки не будуть витягнуті всі інші кольори.
Якщо фігурка, вражена кулькою, не може стати на поле, вона переміщується на фінішне поле. Гра виграється, коли четвертий учень-чарівник досягає фінішного поля до того, як туди прибуде третя відьма. Якщо це не вдається, гравці програють разом.

### Варіанти
Для спрощення чи ускладнення гри можна змінювати кількість учнів-чарівників, які повинні досягти фінішу. Зворотна сторона фінішного поля також пропонує можливість ускладнити гру та нарахувати бали відповідно до кількості учнів і відьом наприкінці гри.
У командній грі «Відьми проти учнів» грають дві команди одна проти одної. Кожна команда намагається першою довести свої фігури — чотири відьми чи учні-чарівники — до фінішу раніше за команду-суперника. Команда виграє, як тільки три фігури досягнуть фінішу.

## Версії та відгуки
Гру створили німецькі автори ігор Єнс-Пітер Шліманн і Бернхард Вебер, і вона була випущена в 2021 році видавництвом Amigo. У тому ж році гра була випущена англійською мовою під назвою Magic Mountain, також видавництвом Amigo.
У травні 2022 року гра була номінована на премію Kinderspiel des Jahres разом з іграми Quacks & Co.: Quedlinburg Dash та Влучний хід, обидві створені австрійцем Вольфгангом Варшем. У червні того ж року вона здобула цю нагороду. Журі прокоментувало гру та своє рішення наступним чином:
|  | У грі *Magic Mountain* популярна кулькова доріжка використовується по-новому. Вона стає ареною для магічних перегонів — де можна грати разом, у командах або наодинці. Захопливий дизайн гри притягує дітей до ігрового столу, а інноваційний механізм із кульками надовго їх захоплює. Після жвавих обговорень щодо того, куди краще запустити кульки, усі уважно спостерігають за їх рухом на доріжці. Це повноцінний ігровий набір, який знову і знову чарує дітей. |